# Kalati
Kalati su naseljeno mjesto u gradu Bihaću, Federacija Bosne i Hercegovine, BiH.
Nalazi se južno do Bihaća, blizu granice s Hrvatskom.

## Stanovništvo

### 1991.
Nacionalni sastav stanovništva 1991. godine, bio je sljedeći:
ukupno: 52
- Srbi - 49
- Jugoslaveni - 2
- ostali, neopredijeljeni i nepoznato - 1

### 2013.
Nacionalni sastav stanovništva 2013. godine, bio je sljedeći:
ukupno: 1
- Bošnjaci - 1

## Vanjske poveznice
- Satelitska snimka  Arhivirana inačica izvorne stranice od 20. veljače 2021. (Wayback Machine)